# 코드 카림
《코드 카림》(영어: CODE: KARIM)은 2021년 개봉한 이탈리아의 액션 영화이다.

## 캐스팅

### 주연
- 모하메드 조나위 - 카림 역
- 알렉산드로스 메메타지 - 블레디 역
- 파비오 풀코 - 하산 역
- 발렌티나 세비 - 갈라 역

### 조연
- 스텔라 에지토 - 이리스 역
- 안드레아 지리오 - 막심 역